# Josef Čada
Josef Čada (ur. 30 marca 1881 w Pradze, zm. 1 grudnia 1959 tamże) – gimnastyk reprezentujący Bohemię, a później Czechosłowację, uczestnik letnich igrzysk olimpijskich w Londynie w 1908 r. oraz igrzyskach w Antwerpii w 1920 roku.

## Występy na igrzyskach

### Indywidualnie
| Igrzyska | Konkurencja | Wynik      | Miejsce |
| -------- | ----------- | ---------- | ------- |
| LIO 1908 | Wielobój    | 222,50 pkt | 25.     |

### Drużynowo
| Igrzyska | Konkurencja | Pozostali członkowie drużyny | Wynik   | Miejsce    |
| -------- | ----------- | --- | ------- | ---------- |
| LIO 1920 | Wielobój    | Josef Bochníček Ladislav Bubeníček Stanislav Indruch Miroslav Klinger Josef Malý Zdeněk Opočenský Josef Pagáč František Pecháček Robert Pražák Václav Stolař Svatopluk Svoboda Ladislav Vácha František Vaněček Jaroslav Velda Václav Wirt | 305,225 | 4. miejsce |